# Perissus latepubens
Perissus latepubens là một loài bọ cánh cứng trong họ Cerambycidae.